# Kelter (Horkheim)

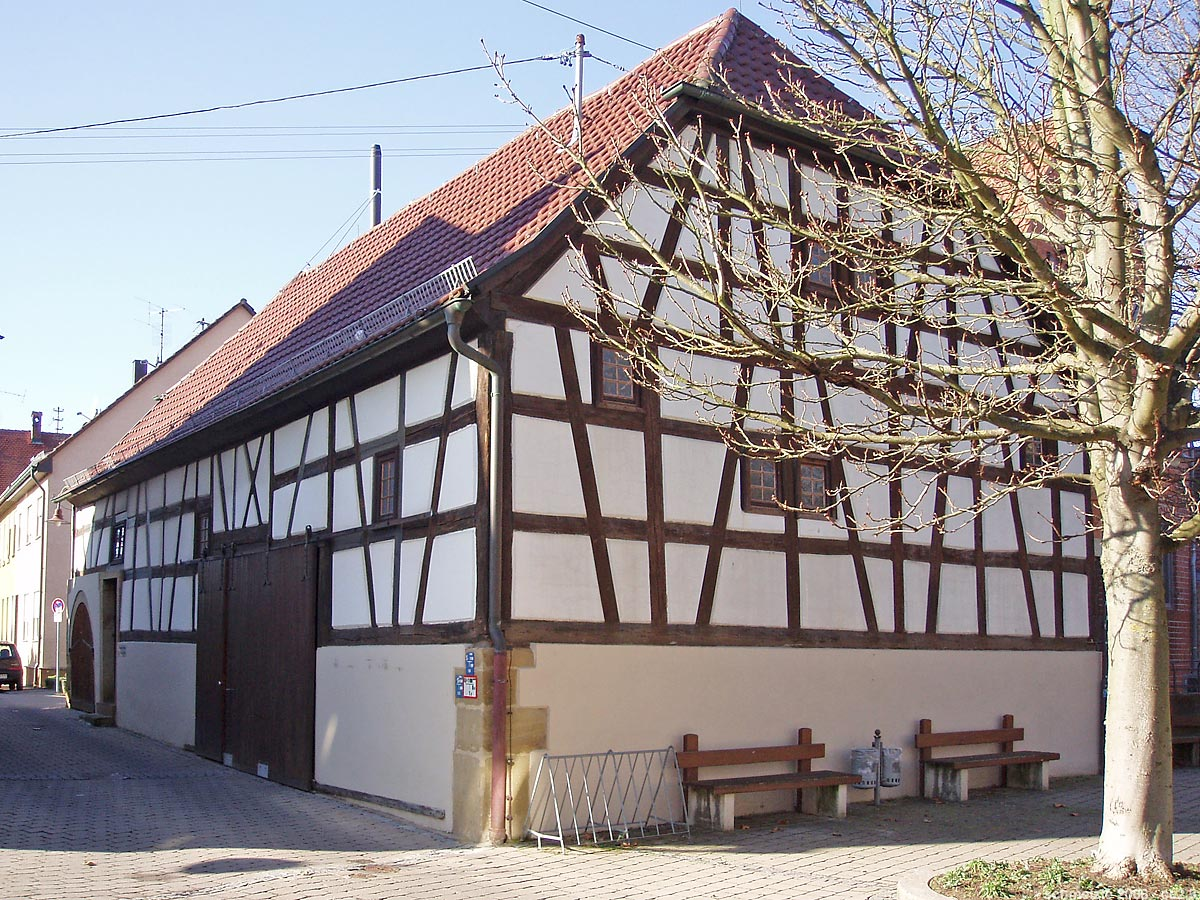
Alte Kelter in Heilbronn-Horkheim

Die ehemalige Kelter an der Schlossgasse 2 im Heilbronner Stadtteil Horkheim wurde 1774 am Standort einer früheren Kelter errichtet. Historische Backöfen wurden später im Erdgeschoss eingerichtet, von denen sich jedoch keine mehr erhalten haben. Grund dafür war der Einsturz des Gewölbekellers, auf dem die Kelter errichtet worden war, im Jahre 1985. Das denkmalgeschützte Gebäude gilt als Kulturdenkmal.

## Beschreibung
Das Gebäude ist ein eingeschossiges, unverputztes Fachwerkhaus mit Halbwalmdach. Bemerkenswert sind die Backöfen, die sich auf der westlichen Seite des gemauerten Erdgeschoss befinden. Ein großes Rundbogentor führt dort zur heute noch genutzten Backstube.